# Hart Crane
Harold Hart Crane (n. 21 iulie 1899 - d. 27 aprilie 1932) a fost un poet american.
A combinat tradiționalul cu modernul, reactualizând miturile și simbolurile civilizației americane.
Alcoolic și dezamăgit din cauza homosexualității sale, s-a sinucis la vârsta de 32 de ani, aruncându-se peste bord, de pe navă, în Marea Caraibelor.

## Opera
- 1926: Edificii albe ("White Buildings");
- 1930: Podul ("The Bridge");
- 1966: Poeme, scrisori alese și proză ("The Complete Poems and Selected Letters and Prose").